# Domnall mac Brian Ó Néill
Domnall mac Brian Ó Néill (mort en 1325) est  roi de Tir Éogain en 1283; déposé 1286; restauré 1290; déposé 1291; restauré de nouveau 1295 jusqu'à sa mort en 1325.

## Origine
Domnall mac Brian Ó Néill est le fils de Brian Ua Neill tué en 1260 lors de la Bataille de Druim Dearg.

## Règnes
Domnall accède au trône en 1283 après la mort de Aed Buide mac Domnaill Óig, Il est déposé en 1286 par l'ancien roi Niall Culanach mac Domnaill Óig qui avait déjà lui-même déposé son propre frère en 1261.
Domnall reprend le trône en 1290 mais l'année suivante, en 1291, Richard de Bourg, comte d'Ulster surnommé le Comte Rouge, entre dans le Cenél nEógain et dépose Domnal mac Brian qu'il remplace après la mort de son prédécesseur Niall Ua Neill surnommé Culanach par Brian mac Aeda Buide  En 1295 Brian le fils de Aed Buide est tué par Domnal mac Brian avec bon nombre de ses partisans et Domnall revient pour la 3e fois sur le trône 
La proximité de l'Ulster avec le royaume d'Écosse en fait la base naturelle de Campagne d'Édouard Bruce en Irlande qui a un effet dévastateur sur la région qui connait de plus une famine de trois ans. En 1315 Domnall  roi de Tir Éogain  cède les droits de « roi héréditaire d'Irlande » des O'Néill à Édouard Bruce. Après la défaite et la mort Édouard lors de la Bataille de Faughart en octobre 1318 les domaines du Tir Eógain, sont divisés par le comte d'Ulster entre son allié Énri mac Brian meic Aeda Buide du Clann Aeda Buide et Domnall qui avait fait cause commune avec l'écossais
En 1325 Domnnal mac Brian meurt à Lough Laoghaire  Ses deux premiers fils Seoan (Jean) et Brian ont été tués respectivement en 1318 et 1319 par les O Domnaill de Tir Conall et le Clanneboy; L'année  de sa mort son fils Cú Uladh est tué par les fils de Niall mac Brian (mort en 1314) c'est-à-dire par les fils de son oncle 

## Postérité
- Seoan (tué en 1318) [8]
- Brian tanaiste (tué en 1319)[9]
- Cú Ulad (tué en 1325)
- Aodh Reamhar
- Ruaidhri (tué en 1365)[10]